# Little Flock
Little Flock è una città degli Stati Uniti d'America situata nello Stato dell'Arkansas, nella Contea di Benton.